# Рома (броненосец)
«Рома» (итал. Roma) — итальянский эскадренный броненосец типа «Реджина Елена», участвовавший в итало-турецкой и Первой мировой войнах. Девизом корабля было выражение «Roma intangibile» («Рим духовный»), что символизировало духовные ценности Италии, о которых говорил король Виктор Эммануил III во время своей коронации.

## Описание
Подобно своим кораблям-братьям «Реджина Елена», «Витторио Эмануэле» и «Наполи», «Рома» обладала очень прочной бронёй с толщиной от 100 (борта и пояс) до 250 мм (рубка). Главными орудиями были две 305-мм пушки. Двигателями служили две паровые машины тройного расширения мощностью примерно в 20 тыс. л.с., что давало скорость до 22 узлов и дальность плавания до 10 тысяч морских миль.

## История
«Рома» была заложена 20 сентября 1903 в Ла Специи на стапелях военно-морского завода Ла Специи. На воду спущена 21 апреля 1907, в состав КВМС Италии вошла 17 декабря 1908. При всех своих превосходных боевых качествах «Рома» не считалась новым и современным на момент ввода в строй кораблём, вследствие чего не использовалась так часто.
«Рома» занималась преимущественно патрулированием вод Тирренского и Адриатического морей Королевства Италии. Боевое крещение она прошла во время итало-турецкой войны за Ливию, занимаясь как сопровождением судов, так и непосредственной помощью сухопутным силам: в войне броненосец оказывал помощь сухопутным итальянским войскам при оккупации Тобрука и Бенгази, а также бомбил острова Родос и Додеканес. В Первую мировую войну «Рома» была одним из первых кораблей Антанты, подошедшим к Стамбулу и задействованным в Дарданелльской операции. Несмотря на то, что броненосец постоянно патрулировал Таранто, Бриндизи, Валону и часто бывал в Эгейском море, в бои с турками корабль почти не вступал.
В 1927 году устаревший броненосец был исключён из списков флота, переоборудован в учебное судно, а ещё через пять лет и вовсе разрезан на металл: наиболее долго служивший броненосец типа «Реджине Елена» сильно проигрывал по конкуренции даже самому старому линкору Италии «Данте Алигьери».